# Cmentarz prawosławny w Częstochowie
Cmentarz prawosławny w Częstochowie − nieistniejący już cmentarz w Częstochowie dla zmarłych wyznania prawosławnego, założony w 1898.
Cmentarz powstał w 1898 roku, gdy władze miejskie wydzieliły teren z katolickiego cmentarza św. Rocha i cmentarza ewangelicko-augsburskiego. Aż do czasu uruchomienia cmentarza pogrzeby odbywały się na terenie przylegającym do cerkwi Świętych Cyryla i Metodego na pl. Magistrackim, a od lat 70. XIX wieku na wydzielonym terenie na cmentarzu Kule. Po przekształceniu cerkwi w kościół katolicki groby przeniesiono na cmentarz Kule.
Po zakończeniu I wojny światowej i odzyskaniu niepodległości władze zdecydowały o likwidacji cmentarza i przekazaniu jego terenu cmentarzowi katolickiemu. Po interwencji ewangelików miasto podjęło decyzję o zwrocie cmentarzowi ewangelickiemu terenów zabranych w 1898. Decyzja spotkała się z gwałtownym protestem częstochowskiego kościoła katolickiego, który usiłował ją na wszelkie sposoby zablokować. Ostatecznie rok później, po interwencji w Ministerstwie Wyznań i Oświecenia Publicznego i u katolickiego biskupa kujawsko-kaliskiego, ewangelicy uzyskali wnioskowany grunt.
Mury otaczające cmentarz prawosławny rozebrano i wykorzystano do rozdzielenia cmentarzy katolickiego i ewangelickiego. Groby prawosławnych z terenu przyznanego ewangelikom w większości przeniesiono na cmentarz Kule, a z terenu cmentarza katolickiego zachowano.